# Menemerus formosus
Menemerus formosus là một loài nhện trong họ Salticidae.
Loài này thuộc chi Menemerus. Menemerus formosus được Wanda Wesołowska miêu tả năm 1999.